# Bethune-Cookman Wildcats

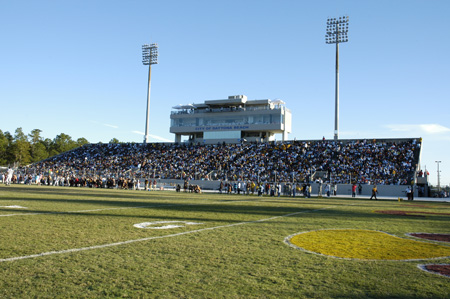
Municipal Stadium

Bethune-Cookman Wildcats (español: los Gatos Salvajes de Bethune-Cookman) es el nombre de los equipos deportivos de la Universidad Bethune-Cookman, situada en Daytona Beach, Florida. Los equipos de los Hornets participan en las competiciones universitarias organizadas por la NCAA, y forman parte de la Southwestern Athletic Conference.

## Programa deportivo
Los Wildcats compiten en 7 deportes masculinos y en 8 femeninos:
| - Masculino - Baloncesto - Béisbol - Atletismo - Golf - Tenis - Cross - Fútbol americano | - Femenino - Cross - Baloncesto - Bowling - Softball - Voleibol - Atletismo - Tenis - Golf |

## Instalaciones deportivas
- Moore Gymnasium es el pabellón donde disputan sus partidos los equipos de baloncesto y voleibol. Fue inaugurado en 1954 y tiene una capacidad para 2.000 espectadores.[1]
- Municipal Stadium, es el estadio donde disputan sus encuentros el equipo de fútbol americano. Fue inaugurado en 1988 y tiene una capacidad para 9.601 espectadores.[2]